# Federația Moldovenească de Fotbal
Federația Moldovenească de Fotbal – ogólnokrajowy związek sportowy działający na terenie Mołdawii, będący jedynym prawnym reprezentantem mołdawskiej piłki nożnej, zarówno mężczyzn, jak i kobiet, we wszystkich kategoriach wiekowych w kraju i za granicą. Został założony w 1990 roku; w 1994 roku przystąpił do FIFA i w 1993 roku do UEFA.